# Siphoviridae
Siphoviridae són una família de virus d'ADN de doble cadena que infecten només a bacteris. Estan caracteritzats per una cua llarga no contràctil i un càpsid isomètric (morfotip B1) o un càpsid de prolat (morfotip B2).
Els virus Siphoviridae tenen un càpsid amb un diàmetre d'uns 55-60 nm i una cua llarga que pot arribar a fer 570 nm. La seva doble cadena d'ADN és linear. Aquesta família inclou els fags lambda (λ), els fags chi (χ) i els fag phi 80 (φ80).
Els següents gèneres s'hi inclouen:
- Gènere λ-like viruses; espècie tipus: Fag lambda d'Enterobacteri

- Gènere T1-like viruses; espècie tipus:Fag T1 d'Enterobacteri

- Gènere T5-like viruses; espècie tipus :Bacteriòfag T5 d'Enterobacteri

- Gènere c2-like viruses; espècie tipus:Fag c 2 de Lactococcus'

- Gènere L5-like viruses; espècie tipus: Fag L5 de Micobacteri

- Gènere ψM1-like viruses; espècie tipus : ψM1 de metanobacteri

- Gènere φC31-like viruses; espècie tipus: Fag: φC31 de Streptomyces

- Gènere N15-like viruses; espècie tipus: Fag N15 d'Enterobacteri